# Calamonaci
Calamonaci is een gemeente in de Italiaanse provincie Agrigento (regio Sicilië) en telt 1468 inwoners (31-12-2004). De oppervlakte bedraagt 32,6 km², de bevolkingsdichtheid is 45 inwoners per km².

## Demografie
Calamonaci telt ongeveer 588 huishoudens. Het aantal inwoners daalde in de periode 1991-2001 met 1,2% volgens cijfers uit de tienjaarlijkse volkstellingen van ISTAT.
| Jaar | Inwoneraantal |
| ---- | ------------- |
| 1991 | 1541          |
| 2001 | 1522          |

## Geografie
De gemeente ligt op ongeveer 307 m boven zeeniveau.
Calamonaci grenst aan de volgende gemeenten: Bivona, Caltabellotta, Lucca Sicula, Ribera, Villafranca Sicula.